# Divisione Nazionale 1930 (hockey su pista)
La Divisione Nazionale 1930 è stata la 9ª edizione del torneo di primo livello del campionato italiano di hockey su pista.
Lo scudetto è stato conquistato dal Novara per la prima volta nella sua storia.

## Stagione

### Formula
La competizione fu strutturata tramite un torneo a eliminazione diretta tra le cinque partecipanti.

### Avvenimenti
La stagione 1930 vide ridursi le squadre partecipanti alla Divisione Nazionale, denominazione assunta dal torneo nel 1928. Oltre ai campioni uscenti della Triestina parteciparono il Genova, il Milan, il Novara e il Patavium. Il torneo venne disputato a Milano presso il Salone Fratelli Brigatti di via Ciro Menotti 11 e vide il Novara battere in finale la Triestina con il punteggio di 3 a 0 laureandosi così per la prima volta nella storia campione d'Italia.

## Squadre partecipanti
| Club      | Stagione | Città   |
| --------- | -------- | ------- |
| Genova    | n.d.     | Genova  |
| Milan     | dettagli | Milano  |
| Novara    | dettagli | Novara  |
| Patavium  | n.d.     | Padova  |
| Triestina | dettagli | Trieste |

## Risultati

### Turno di qualificazione
| Milano 22 giugno 1930 | Triestina | 3 – 2 | Patavium | Salone Fratelli Brigatti |

### Semifinali
| Milano 22 giugno 1930 | Novara | ? – ? | Milan | Salone Fratelli Brigatti |

| Milano 22 giugno 1930 | Triestina | ? – ? | Genova | Salone Fratelli Brigatti |

### Finale 3º/4º posto
| Milano 22 giugno 1930 | Milan | 3 – 2 | Genova | Salone Fratelli Brigatti |

### Finale 1º/2º posto
| Milano 22 giugno 1930 | Novara | 3 – 0 | Triestina | Salone Fratelli Brigatti |

## Verdetti
| Verdetto               | Club               |
| ---------------------- | ------------------ |
| Campione d'Italia 1930 | Novara (1º titolo) |

### Squadra campione
| N° | Naz.              | Ruolo | Sportivo             |  |  |  |
| -- | ----------------- | ----- | -------------------- |  |  |  |
|    | Italia (bandiera) | E     | Francesco Cestagalli |  |  |  |
|    | Italia (bandiera) | E     | Carlo Ciocala        |  |  |  |
|    | Italia (bandiera) | P     | Alceo Concia         |  |  |  |
|    | Italia (bandiera) | E     | Piero Drisaldi       |  |  |  |
|    | Italia (bandiera) | E     | Luigi Gallina        |  |  |  |
|    | Italia (bandiera) | P     | Angelo Grassi        |  |  |  |
|    | Italia (bandiera) | E     | Fiorenzo Zavattaro   |  |  |  |

- Allenatore:  Vittorio Masera